# LEF - Para la Nueva Generación
LEF - Para la Nueva Heneración (en neerlandés: LEF – Voor de Nieuwe Generatie, pronunciado /lɛf voːr də ˈniʋə ɣeːnəˈraːtsi/), también conocido simplemente como LEF (tdl. ‘coraje’), es un partido político de los Países Bajos centrado en los intereses de la juventud. El partido participó en las elecciones a la Cámara de Representantes de 2023 con Daniël van Duijn como Lijsttrekker (candidato principal), pero no pudo obtener un escaño.

## Historia

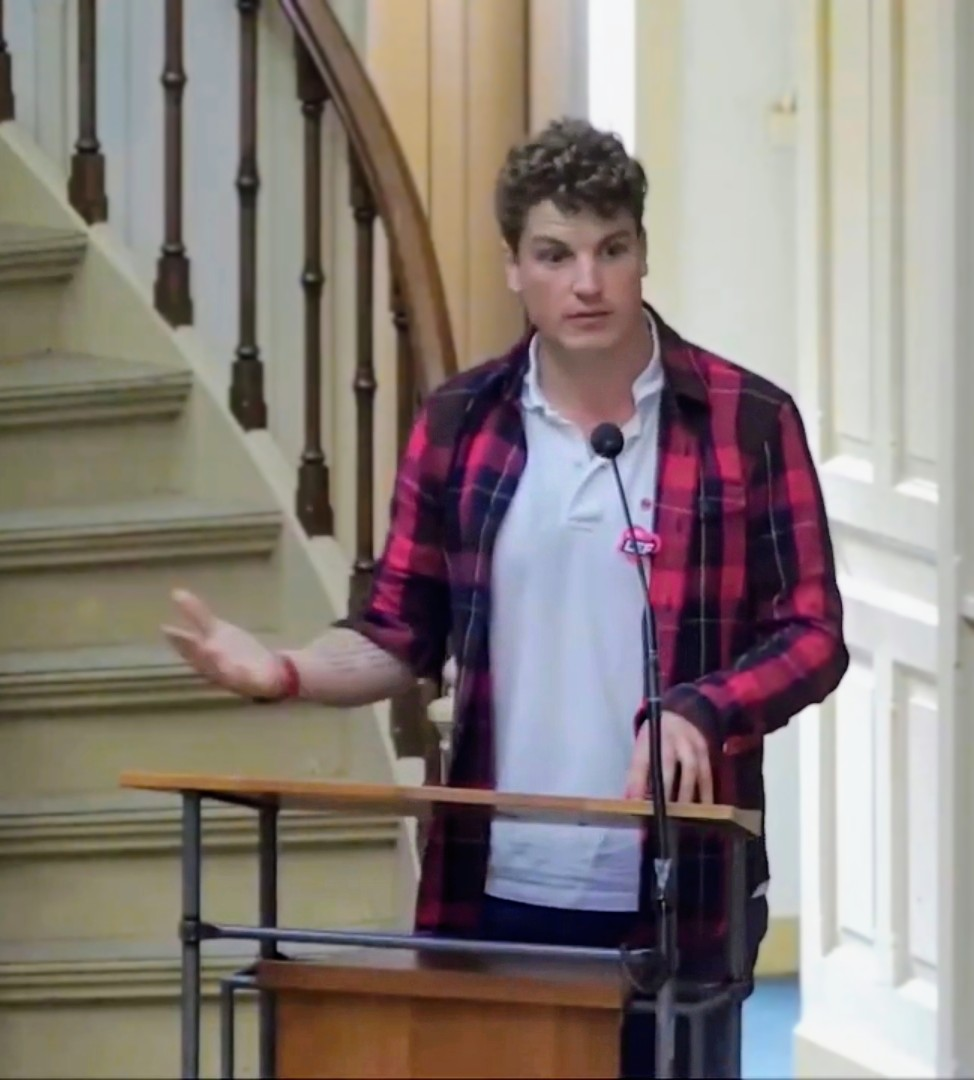
Daniël van Duijn en 2023.

El partido fue fundado por el líder del partido Daniël van Duijn en 2020. Participó en las elecciones municipales de 2022 en Ámsterdam y La Haya, pero no pudo obtener un escaño en ninguno de los concejos municipales.
El partido participó en las elecciones generales neerlandesas de 2023 con Van Duijn como Lijsttrekker (candidato principal). El partido recibió 5053 votos, insuficientes para conseguir un escaño. Eligieron hacer campaña únicamente realizando trucos de campaña. En uno de ellos, Van Duijn pegó el cartel del partido en las ventanas del estudio desde el que se transmitía en vivo Buitenhof, interrumpiendo así una entrevista con la líder del Partido por los Animales, Esther Ouwehand. Mientras hacía esto, Van Duijn exclamó: «¡El clima es más importante que Omtzigt!». Van Duijn también interrumpió el debate electoral final de los líderes antes de las elecciones subiendo al escenario, gritando acusaciones de «vieja política» y dijo a Dilan Yeşilgöz que su partido VVD «nunca debería volver al poder». Después de esto, Van Duijn fue arrestado por la policía. Fue puesto en libertad al día siguiente, con la condición de que se mantuviera alejado de la Cámara de Representantes la noche de resultados.

## Ideología
El programa del partido para las elecciones a la Cámara de Representantes de 2023 enumeró varios puntos clave, como la implementación de una renta básica, consejos ciudadanos, la reducción de la edad para votar a menos de 18 años y la compensación de la deuda estudiantil. Además, el partido se centra en la generación más joven y aboga por una acción climática más fuerte. 
El líder del partido, Van Duijn, fue noticia cuando se tatuó en el antebrazo los puntos más importantes del programa del partido por el renombrado tatuador Henk Schiffmacher. Se refería a los siguientes puntos, relativos a las elecciones municipales de 2022 en Ámsterdam y La Haya:
- Introducción de la renta básica (basisinkomen invoeren)
- Aflojamiento de bienes raíces (vastgoed losmaken)
- Crear una emocionante vida nocturna (bruisend nachtleven)
- Paz mental (mentale rust)
- Drogas seguras (drugs veilig)
- Ciudad climáticamente positiva (klimaatpositieve stad)
- Crear consejos ciudadanos (burgerraden opzetten)
- Reducir la velocidad de la ciudad (stad onthaasten)
- Tiempo de calidad (quali-tijd)
- Jóvenes en la mesa (jeugd aan tafel)

## Resultados electorales

### Cámara de los Representantes
| Elección | Lijsttrekker     | Votos | %          | Escaños | +/–   | Gobierno           |
| -------- | ---------------- | ----- | ---------- | ------- | ----- | ------------------ |
| 2023     | Daniel van Duijn | 5,122 | 0,05 (#23) | 0/150   | Nuevo | Extraparlamentario |